# 빌라예트
다양한 다른 이름으로 알려진 빌라예트(오스만 튀르크어: ولایت)는 오스만 제국 말기에 수립된 일차 행정구역이다.  1867년 1월 21일 빌라예트법을 통해 빌라예트가 수립되었으며, 이 법은 하티 후마윤 칙령으로 시작된 탄지마트 개혁 운동의 일환이었다. 미드하트 파샤의 지휘 하에 1864년 시범적으로 다뉴브 빌라예트가 설치되었다. 빌라예트법의 사용이 증가했지만, 1884년이 되어서야 오스만 제국의 모든 행정구역에 적용되었다. 1911년판 브리태니커 백과사전 편찬에 참여한 빈센트 헨리 카일라드는 빌라예트법이 오스만 제국 내 자치 정부를 확충하려는 의도를 가지고 있었지만 오히려 다른 공동체를 희생하여 오스만 제국의 술탄과 오스만 제국 내 무슬림에 권한을 강화하여 오스만 제국의 중앙집권화가 더욱 강화되었다고 주장한다.

## 이름
오스만 튀르크어에서 "vilayet"는 아랍어 윌라야(wilaya)에서 온 외래어였으며, 아랍어 wilaya는 "다스린다"는 뜻을 가진 동사 waliya에서 파생했다. 아랍어에서 윌라야는 일반적으로 "주"(州), "지방" (地方), "속주", "지역", "행정"을 의미했지만 오스만 제국의 탄지마트 개혁 이후 특정 지역의 행정 구역을 가리키는 표현으로 공식화했다. 이후 "빌라예트"라는 단어는 알바니아어 vilajet, 불가리아어 vilayet, 라디노어 vilayet, 프랑스어 vilaïet와 vilayet로 수용되었으며, 유대인과 기독교도 사이에서 링구아 프랑카로 통용되었다. 이 외에도 빌라예트는 아르메니아어로 gawaŕ (գաւառ), 불가리아어로 oblast(област), 라디노어로 provinsiya, 그리스어로 Eparchia (επαρχία)로 번역되었다.

## 조직
오스만 제국은 1840년대부터 행정구역을 근대화하고 에야레트를 규정화하기 시작했지만,

## 같이 보기
- 튀르키예의 주
- 왈리 (칭호)